# Odontotrypes kryzhanovskii
Odontotrypes kryzhanovskii es una especie de coleóptero de la familia Geotrupidae.

## Distribución geográfica
Habita en Yunnan (China).